# Clamor Heinrich Abel
Clamor Heinrich Abel (Hünnefeld, Westfàlia, 1634 - Bremen, 25 de juliol del 1696) fou un compositor alemany.
És autor d'una obra molt curiosa titulada Erslhiche musikalischer Blümen, Allemanden, curanten, sarabanden. Són aires de dansa escrits per a viola de gamba, violí i contrabaix. Aquests retalls foren publicats amb el retrat de l'autor, de 1674 a 1677. A Brunswick es publicà, el 1687, una segona edició amb el títol de Drey Opera musica.
El seu fill Christian Ferdinand Abel treballà a la cort de Köthen (Saxònia-Anhalt) com a violinista, violoncel·lista i instrumentista de viola de gamba entre 1714 i 1737. El seu net Carl Friedrich Abel (Köthen, 1723 - Londres 1787) va ser compositor i instrumentista de viola de gamba.